# Helga Kuhlmann
Helga Kuhlmann (* 20. Juni 1957 in Hagen) ist eine deutsche Professorin für Systematische Theologie und Ökumene an der Universität Paderborn. 
Sie wurde bekannt durch zahlreiche Publikationen und Vorträge zu systematisch-theologischen Fragen sowie als Herausgeberin der Bibel in gerechter Sprache.

## Leben und Arbeitsschwerpunkte
Helga Kuhlmann studierte von 1977 bis 1984 Evangelische Theologie und Pädagogik an der Ruhr-Universität Bochum, der Westfälischen Wilhelms-Universität in Münster und der Philipps-Universität Marburg. Nach dem Ersten Theologischen Examen 1984 bei der Evangelischen Kirche von Westfalen wurde ihr von 1985 bis 1986 ein Promotionsstipendium der Hessischen Landesgraduiertenförderung gewährt. Von 1986 bis 1990 war Helga Kuhlmann Dozentin für Evangelische Theologie an der Fachschule für Sozialpädagogik, Heilpädagogik und Diakonie in Hephata/Treysa. Anschließend war sie von 1990 bis 1992 als Wissenschaftliche Mitarbeiterin im Fachbereich Evangelische Theologie, Fachgebiet Sozialethik an der Universität Marburg tätig.
1992 wurde sie an der Ruprecht-Karls-Universität Heidelberg promoviert mit einer Arbeit über die Theologische Ethik Albrecht Ritschls und war bis 1995 als wissenschaftliche Assistentin an der Theologischen Fakultät in Heidelberg im Fachgebiet Systematische Theologie und Ethik tätig. 1998 wurde sie Professorin für Systematische Theologie und Ökumene am Institut für  Evangelische Theologie  der Universität Paderborn. 2023 wurde sie pensioniert. 
Helga Kuhlmann war Mitglied der Kammer für Theologie der Evangelischen Kirche in Deutschland (EKD), Vorsitzende der deutschen Sektion der Europäischen Gesellschaft für theologische Forschung von Frauen, Vorsitzende des Lehrbücherausschusses der Kirchen in Nordrhein-Westfalen, Vorsitzende der Jury des Hanna-Jursch-Preises der EKD und 2. Vorsitzende des Kuratoriums der Evangelischen Zentralstelle für Weltanschauungsfragen. Ihre Forschungsschwerpunkte sind: Theologie und Religion in der Moderne; Theologische Ethik, insbesondere Gesundheits- und Medizinethik; Ökumenische Theologie; Theologische Geschlechterforschung; Verhältnis von Leib und Geist; Theologie und Philosophie im Gespräch; Theologie Dorothee Sölles; Gespräch zwischen den Religionen.

## Werke (Auswahl)
- Helga Kuhlmann: Die theologische Ethik Albrecht Ritschls. Reihe Beiträge zur Evangelischen Theologie Band 112, München 1992, ISBN 978-3-579-01919-2.
- Helga Kuhlmann (Hrsg.): Und drinnen waltet die züchtige Hausfrau. Zur Ethik der Geschlechterdifferenz. Gütersloh 1995, ISBN 978-3-579-02005-1.
- Helga Kuhlmann: Theologie an der Universität? Anmerkungen zu einem andauernden Problem. Paderborn 2000.
- Hans-Richard Reuter, Heinrich Bedford-Strohm, Helga Kuhlmann, Karl-Heinrich Lütcke (Hrsg.): Freiheit verantworten. Festschrift für Wolfgang Huber zum 60. Geburtstag. Gütersloh 2002, ISBN 978-3-579-05385-1.
- Elisabeth Gössmann, Helga Kuhlmann, Elisabeth Moltmann-Wendel, Ina Praetorius, Helen Schüngel-Straumann, Luise Schottroff, Doris Strahm, Agnes Wuckelt (Hg.): Wörterbuch der Feministischen Theologie, Gütersloh 2., vollständig überarbeitete und grundlegend erweiterte Auflage 2002 (ISBN 978-3-579-00285-9).
- Helga Kuhlmann, Martin Leutzsch, Harald Schroeter-Wittke (Hrsg.): Reisen. Fährten für eine Theologie unterwegs. (INPUT 1). Münster 2003, ISBN 978-3-8258-6716-4.
- Helga Kuhlmann: Leib-Leben theologisch denken, Paderborn 2004 (ISBN 978-3-8258-7382-0).
- Helga Kuhlmann, Die Bibel – übersetzt in gerechte Sprache? Grundlagen einer neuen Übersetzung, Gütersloh 2005, 4. Auflage 2007 (ISBN 978-3-579-05499-5).
- Marion Keuchen, Helga Kuhlmann, Harald Schroeter-Wittke (Hg.), Die besten Nebenrollen. 50 Porträts biblischer Randfiguren, Leipzig 2006, 2. Auflage 2007 (ISBN 978-3-374-02369-1).
- Ulrike Bail, Frank Crüsemann, Marlene Crüsemann, Erhard Domay, Jürgen Ebach, Claudia Janssen, Hanne Köhler, Helga Kuhlmann, Martin Leutzsch und Luise Schottroff (Hg.): Bibel in gerechter Sprache, Gütersloh 2006, 3. Auflage 2007 (ISBN 978-3-579-05500-8).
- Helga Kuhlmann, Stefanie Schäfer-Bossert (Hg.): Hat das Böse ein Geschlecht? Theologische und religionswissenschaftliche Verhältnisbestimmungen. Stuttgart 2006 (ISBN 978-3-17-019017-7).[1]
- Helga Kuhlmann (Hg.): Eher eine Kunst als eine Wissenschaft. Resonanzen der Theologie Dorothee Sölles. Stuttgart 2007 (ISBN 978-3-7831-2968-7).